# Kriemhild (Sage)

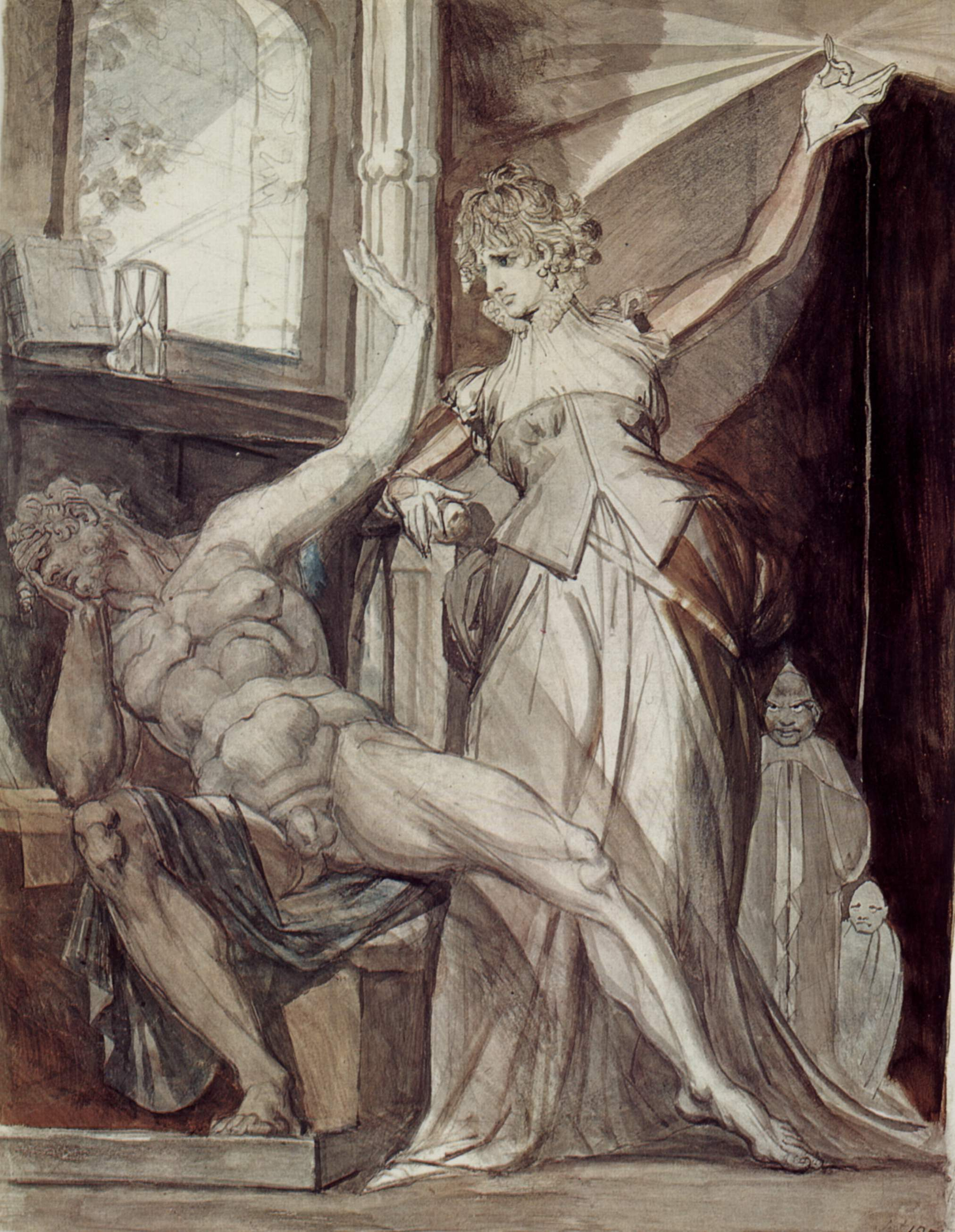
Kriemhild zeigt Gunther im Gefängnis den Nibelungenring, Johann Heinrich Füssli, 1807

Kriemhild oder Krimhild ist eine der Hauptfiguren des mittelhochdeutschen Nibelungenliedes. Sagengeschichtlich beruht die Figur zum Teil auf Ildico, der Gattin des laut Jordanes 453 in der Hochzeitsnacht verstorbenen Hunnenkönigs Attila. In anderen Versionen des Nibelungen-Stoffes, wie der Völsungasaga, trägt die Figur den Namen Gudrun oder Guðrún (nicht zu verwechseln mit der Gudrun oder Kudrun des gleichnamigen deutschen Heldenepos).

## Kriemhild im Nibelungenlied
Teil 1: Am Hof zu Worms lebt Kriemhild als burgundische Königstochter zusammen mit ihren drei Brüdern Gunther, Gernot und Giselher. Sie wird als sehr schön und edel beschrieben. Sie erzählt ihrer Mutter Ute davon, dass sie niemals die Bindung mit einem Mann eingehen werde, da dies schon vielen Frauen Leid gebracht habe. Dann aber erscheint Siegfried am Hofe und später heiratet sie den Xantener Thronfolger. Beide gehen danach nach Xanten, wo sie ihren Sohn Gunther gebiert.
Auf Drängen Brünhilds (Gattin von Bruder Gunther) lädt Gunther sie und Siegfried nach Worms ein. Nach einem Streit zwischen Kriemhild und Brünhild beschließt Gunthers Vasall Hagen den Mord an Siegfried. Nach dem Mord ließ Kriemhild den „Nibelungenhort“ nach Worms holen, der nach Siegfrieds Tod ihr zugestanden hat. Hagen ließ den Hort im Rhein versinken. Sie versinkt in unstillbarem Leid und schwört bittere Rache.
Teil 2: Erst das Heiratsangebot des Hunnenkönigs Etzel verschafft ihr die Macht, ihren Racheplan umzusetzen. Kriemhild zieht mit großem Gefolge ins Land der Hunnen und wird dort zu einer mächtigen Monarchin. Nach vielen Jahren lädt sie ihre Brüder und Hagen, dem sie den Mord an Siegfried und den Raub des Nibelungenschatzes niemals verziehen hat, ins Land der Hunnen zu einem Hoffest ein. Es kommt, wie zu vermuten war, zu Auseinandersetzungen. Als Hagen Ortlieb, den Sohn Kriemhilds und Etzels, tötet, kommt es zum Blutbad. Im Laufe der Kämpfe gehen die Helden beider Seiten zugrunde; auch Kriemhild wird am Ende von Hildebrand, dem Waffenmeister Dietrichs von Bern, erschlagen.
Eine ausführlichere Darstellung siehe unter Nibelungenlied.

## Interpretationen
Die Kriemhildfigur sorgte im 13. Jahrhundert für rege Diskussionen. Strittig war, ob sie zu verurteilen oder zu verteidigen sei. Während das Nibelungenlied selbst größtenteils zu Lasten Kriemhilds geschrieben ist, wird sie in den Versionen der Klage eher verteidigt.
Weiterhin erscheint die Kriemhildfigur im „Rosengarten zu Worms“, auch Großer Rosengarten genannt. Dieser bildet einen Teil des gedruckten Heldenbuchs und zeichnet wieder eine eindeutig negative Kriemhild, die aus jugendlichem Leichtsinn einen Männervergleich zwischen Dietrich von Bern und Siegfried anzettelt.